# Tatsugō
Tatsugō (jap. 龍郷町 Tatsugō-chō) – miasto w Japonii, w prefekturze Kagoshima, na wyspie Amami Ōshima. Według danych na rok 2020 miejscowość zamieszkiwało 5 817 mieszkańców , a gęstość zaludnienia wyniosła 70,9 os./km².